# Discografia de Foster the People
Este anexo lista a discografia de Foster the People, uma banda americana de música indie pop, é composta por dois álbum de estúdio, um extended play (EP), oito videoclipes e singles, incluindo um promocional. A banda iniciou-se em 2009 na cidade de Los Angeles, Califórnia. O grupo é composto por Mark Foster (vocais, teclado, piano, sintetizadores, programação, guitarra, percussão), Cubbie Fink (baixo e backing vocal) e Mark Pôncio (bateria, percussão). Após a canção "Pumped Up Kicks", que se tornou um sucesso viral em 2010, o grupo assinou contrato com a editora discográfica Columbia Records no mesmo ano.
Em 18 de janeiro de 2011, foi lançado seu primeiro EP auto-intitulado nos Estados Unidos, mais tarde foi lançado o álbum de estreia, Torches em 23 de maio. O álbum debutou na primeira posição das tabelas musicais dos gêneros alternativo e rock, o álbum recebeu o certificado de disco de ouro nos Estados Unidos. O álbum também rendeu uma indicação ao Grammy para Melhor Álbum de Música Alternativa. O álbum teve um desempenho favorável, entrando no top 10 álbuns mais vendidos das paradas nos Estados Unidos, Canadá e Austrália. No Estados Unidos o álbum chegou nas paradas: Top Rock Albums e Top Modern Rock/Alternative Albums.
O primeiro single, "Pumped Up Kicks", tornou-se um crossover nas rádios, alcançando o pico no número um na tabela Alternative Songs nos Estados Unidos, o número três na Rock Songs, Billboard Hot 100 e Canadian Hot 100, recebendo mais tarde o disco de ouro pela associação alemã Bundesverband Musikindustrie (BVMI). O segundo single, "Helena Beat", teve um desempenho gráfico menor ao primeiro, tendo atingido a primeira posição da Canadian Alternative Chart no Canadá e o septuagésimo quarto lugar na Austrália. O terceiro single, "Call It What You Want", também teve um desempenho menor, entrando apenas em duas tabelas musicais, na australiana e na britânica. O quarto single de Torches, "Don't Stop (Color on the Walls)", lançado em dezembro de 2011, alcançou a quinta e a terceira posição nas tabelas de músicas alternativa dos Estados Unidos e do Canadá, respectivamente. Também alcançou a trigésima segunda posição na Adult Pop Songs, e na vigésima posição no Rock Songs da Billboard.
Em 2014, a banda lançou seu segundo álbum de estúdio, Supermodel, que vendeu mais de 54 000 cópias na sua semana de estreia.

## Álbuns

### Álbuns de estúdio
| 2011                                                                                        | Torches - Lançamento: 23 de maio de 2011 - Gravadora(s): Startime, Columbia - Formatos: CD, download digital, vinl | 8  | 1 | 1  | 7  | 29  | 13 | 53 | 18 | 49 | 12 | - : Platina - : Platina - : Platina - : Ouro |
| 2014                                                                                        | Supermodel - Lançamento: 14 de março de 2014 - Gravadora(s): Columbia - Formatos: CD, download digital             | 3  | 1 | 8  | 4  | 51  | -  | 57 | 17 | 17 | 26 | –                                            |
| 2017                                                                                        | Sacred Hearts Club - Lançamento: 21 de julho de 2017 - Gravadora(s): Columbia - Formatos: CD, download digital     | 47 | 8 | 71 | 54 | 180 | -  | 85 | -  | -  | -  | –                                            |
| "—" denota itens que não entraram nas tabelas musicais ou não foram lançados no território. | |    |   |    |    |     |    |    |    |    |    |                                              |

### Extended plays
| Ano  | Detalhes do álbum |
| ---- | --- |
| 2011 | Foster the People - Lançamento: 18 de janeiro de 2011 - Gravadora(s): Startime, Columbia - Formato: Download digital |

## Singles

### Como artista principal
| 2010                                                                                        | "Pumped Up Kicks"                 | 3   | 1  | 1  | 3  | 10  | 11 | 35 | 6 | 17 | 18  | - : 6× Platina - : Ouro - : 6× Platina - : 5× Platina | Torches    |
| 2011                                                                                        | "Helena Beat"                     | 121 | 9  | 74 | 70 | —   | —  | —  | — | —  | —   | - : Ouro                                              | Torches    |
| 2011                                                                                        | "Call It What You Want"           | —   | —  | 39 | —  | —   | —  | —  | — | —  | 139 | - : Ouro                                              | Torches    |
| 2012                                                                                        | "Don't Stop (Color on the Walls)" | 86  | 5  | —  | 56 | 121 | —  | —  | — | —  | —   | - : Ouro - : Ouro                                     | Torches    |
| 2012                                                                                        | "Houdini"                         | —   | 37 | —  | —  | —   | —  | 98 | — | —  | —   |                                                       | Torches    |
| 2014                                                                                        | "Coming of Age"                   | 103 | 4  | 64 | 69 | —   | —  | —  | — | —  | 158 |                                                       | Supermodel |
| 2014                                                                                        | "Pseudologia Fantastica"          | —   | —  | —  | —  | 118 | —  | —  | — | —  | —   |                                                       | Supermodel |
| 2014                                                                                        | "Best Friend"                     | 119 | 15 | —  | 86 | 150 | —  | —  | — | —  | —   |                                                       | Supermodel |
| 2014                                                                                        | "Are You What You Want to Be?"    | —   | —  | —  | —  | —   | —  | —  | — | —  | —   |                                                       | Supermodel |
| "—" denota itens que não entraram nas tabelas musicais ou não foram lançados no território. |                                   |     |    |    |    |     |    |    |   |    |     |                                                       |            |

## Videoclipes
| Ano  | Título                            | Diretor      |
| ---- | --------------------------------- | ------------ |
| 2011 | "Pumped Up Kicks"                 | Josef Geiger |
| 2011 | "Helena Beat"                     | Ace Norton   |
| 2011 | "Call It What You Want"           | Ace Norton   |
| 2011 | "Don't Stop (Color on the Walls)" | Daniels      |
| 2012 | "Houdini"                         | Daniels      |
| 2014 | "Coming of Age"                   | BRTHR        |
| 2014 | "Best Friend"                     | Ben Brewer   |
| 2014 | "Pseudologia Fantastica"          | Mark Foster  |